# Маруся Богуславка (роман)
«Маруся Богуславка» (вперше видано під заголовком «Буйний вітер»)  — роман, написаний українським письменником Іваном Багряним та вперше виданий 1957 року під назвою «Буйний вітер» у Мюнхені у видавництві «Україна».
У романі використано образ Марусі Богуславки, легендарної української героїні 16-го або 17-го сторіччя.

## Історія написання
Роман «Маруся Богуславка» був задуманий як перший том епопеї-трилогії про українську молодь у Другій світовій війні «Буйний вітер». Багряний не встиг завершити задум і за життя письменника з'явилися лише 2 книги з тетралогії: повість «Огненне коло» та роман «Маруся Богуславка».. Твір було написано протягом 1952-1956 рр

## Видання
- Іван Багряний. Буйний вітер. Книга перша "Маруся Богуславка". Мюнхен: Україна. 1957. 432 стор.